# JAMA Oncology
JAMA Oncology è una rivista medica mensile sottoposta a revisione paritaria e pubblicata dall'American Medical Association. Tratta tutti gli aspetti dell'oncologia medica, della radioterapia oncologica e dell'oncologia chirurgica, nonché delle sottospecialità.
La rivista è stata fondata nel 2015.
La caporedattrice e fondatrice è Mary L. Disis.

## Indicizzazione
Gli abstract e gli articoli sono indicizzati da Index Medicus/MEDLINE/PubMed.
Secondo il Journal Citation Reports, il fattore di impatto della rivista nel 2021 è stato pari a 33,006, valore che l'ha collocata al 10º posto su 246 titoli nella categoria oncologica.